# Hope Valley (Rhode Island)
Hope Valley is een plaats (census-designated place) in de Amerikaanse staat Rhode Island, en valt bestuurlijk gezien onder Washington County.

## Demografie
Bij de volkstelling in 2000 werd het aantal inwoners vastgesteld op 1649.

## Geografie
Volgens het United States Census Bureau beslaat de plaats een oppervlakte van 9,1 km², waarvan 8,6 km² land en 0,5 km² water. Hope Valley ligt op ongeveer 26 m boven zeeniveau.

## Plaatsen in de nabije omgeving
De onderstaande figuur toont nabijgelegen plaatsen in een straal van 20 km rond Hope Valley.